# Abraham Fjodorovič Joffe
Abra(ha)m Fjodorovič Joffe (rusko Абра́м Фёдорович Ио́ффе; rojen kot Abraham Fajviš-Izrajilevič, Аврахам Файвиш-Израилевич; tudi Ioffe), ruski fizik, * 29. oktober 1880, Romni, Poltavska gubernija, Zaporožje, Rusija (sedaj Ukrajina), † 14. oktober 1960, Leningrad, Sovjetska zveza (sedaj Sankt Peterburg, Rusija).

## Življenje in delo
Joffe je leta 1902 diplomiral na Tehnološkem inštitutu v Sankt Peterburgu. Zatem je bil dve leti Röntgenov asistent v njegovem laboratoriju v Münchnu. Leta 1905 je Joffe doktoriral na Univerzi v Münchnu.
Leta 1906 je delal na Politehniškem inštitutu v Sankt Peterburgu, kjer je kasneje postal profesor. Leta 1918 je postal vodja fizikalnega in tehnološkega oddelka na Državnem inštitutu za rentgenologijo in radiologijo. Ta oddelek je pozneje postal Joffejev fizikalno-tehniški inštitut (Физико-технический институт им. А. Ф. Иоффе) Ruske akademije znanosti (ФТИ РАН) v Sankt-Peterburgu.
Joffe je bil dober prijatelj Paula Ehrenfesta, saj je Ehrenfest svoje zadnje pismo pred samomorom naslovil tudi nanj.
Joffe je raziskoval na področju elektromagnetizma, radiologije, lastnosti kristalov, fizike visokih energij, termoelektrike, fotoelektrike. Bil je gonilna sila pri izgradnji novih raziskovalnih laboratorijev za radioaktivnost, superprevodnost in jedrsko fiziko. Veliko teh laboratorijev je kasneje postalo neodvisnih.
Joffe je zavrnil mesto vodje sovjetskega projekta za izdelavo jedrske bombe. Videl je, da je mladi Igor Vasiljevič Kurčatov zelo obetal, zato ga je leta 1942 postavil za vodjo prvega jedrskega laboratorija.
Leta 1950 so ga odstavili z mesta predstojnika inštituta. Veliko je prispeval k razvoju ruske fizikalne šole.

## Priznanja

### Poimenovanja
Po njem se imenuje krater Joffe na Luni in asteroid glavnega pasu 5222 Joffe..